# Christine Nagel
Christine Nagel (Ginebra, 7 de octubre de 1959) es una perfumista suiza. Se ha desempeñado como perfumista interna en Hermès desde 2016. Antes de unirse a Hermès, creó éxitos de perfumes de diseñador como Narciso Rodriguez for Her (2003, con Francis Kurkdjian) y Miss Dior Chérie (2005), así como perfumes de nicho como Wood Sage & Sea Salt, uno de los 47 perfumes que creó para Jo Malone London. Ha sido reconocida con premios de la Fragrance Foundation France, la François Coty Foundation y los Marie Claire International Fragrance Awards.

## Primeros años y educación
Nacida el 7 de octubre de 1959 de madre italiana y padre suizo, Christine Nagel creció en Ginebra, Suiza. Su primer recuerdo de olor es el polvo de talco italiano que su madre compró para cuidar al hermanito de Nagel. (El hermano de Nagel también creció para trabajar en perfumería.) Su abuela era costurera y cosía pantalones de hombre, y el olor de los pantalones recién planchados formó otro importante recuerdo olfativo temprano.
Con el objetivo de convertirse en partera, Nagel comenzó sus estudios de medicina, pero descubrió que su vocación era la química, que estudió en la Universidad de Ginebra. Esto a su vez la llevó al perfume. En ese momento, esta era una ruta inusual para ingresar a la industria: la mayoría de los perfumistas eran hombres que crecieron en el negocio de la perfumería en Grasse, pero Nagel señala que, desde entonces, las escuelas de perfumería comenzaron a exigir capacitación en química como requisito previo y más mujeres se han unido a la industria.

## Carrera

### Carrera temprana
Nagel comenzó su carrera en el departamento de investigación de la firma suiza de fragancias Firmenich, donde quedó encantada con las fuertes reacciones emocionales que el trabajo de un colega perfumista masculino provocaba en las mujeres que lo olían. El perfumista era Alberto Morillas, uno de los gigantes de la industria del perfume. Nagel pidió transferirse a la sección de perfumería, pero al carecer de la formación tradicional se le dijo que no y cambió a la cromatografía, examinando las fragancias y sus recetas de ingredientes a nivel molecular. Posteriormente, esto se convirtió en un proceso mecanizado, pero Nagel fue una de las pocas en el mundo entrenada para reconocer ingredientes usando solo su nariz.
Incapaz de avanzar más en Firmenich, Nagel se mudó a Italia para actuar por su cuenta. En un año, tenía el 60 por ciento de los contratos de perfumería de Italia, incluido el trabajo para Fendi y Versace. Se mudó a París en 1997.
Nagel se consolidó con creaciones exitosas en una variedad de registros. Estos incluyen grandes éxitos como su colaboración de 2003 con Francis Kurkdjian, Narciso Rodriguez for Her, la confección de fresas y palomitas de maíz de 2005 Miss Dior Chérie, y la gourmand afrutada Armani Sì (2013); líneas de lujo como Les Élixirs Charnels de Guerlain; así como creaciones de perfumes de nicho como el «extraño pero fascinante» Archive 69 de 2011 para Etat Libre d'Orange, un aroma de rosa alcanforada e incienso, y Wood Sage & Sea Salt (2014) para Jo Malone, un aroma de sal para la piel persistente en el cuerpo después de un día en la playa. Nagel también creó otras 46 fragancias para Jo Malone, incluido el éxito de ventas más convencional English Pear & Freesia en 2010.

### Hermès
En 2014, Nagel se incorporó a Hermès y se unió a Jean-Claude Ellena, quien se había convertido en el primer perfumista de la marca en 2004. En 2016, cuando Ellena se acercaba a la jubilación, Nagel se convirtió en la única perfumista interna de Hermès y directora de creaciones olfativas de Hermès Parfums. Esto la convirtió en la segunda mujer en ocupar un puesto de perfumista interno en una importante marca de lujo (la primera fue Mathilde Laurent en Cartier).
Dos de los primeros lanzamientos de Hermès de Nagel fueron Galop (2016), una fragancia de rosas y cuero inspirada en Doblis, un cuero similar al ante guardado en la cueva de cuero de archivo de Hermès en París, y Twilly (2017), una fragancia juvenil que agregó jengibre como un giro en una nota clásica de nardo. La crítica Tania Sánchez (coautora de Perfumes: The Guide) dijo que esto creaba un acorde de perfume totalmente nuevo, «un fougere andrógino de belleza fantástica». Otras de las primeras fragancias de Hermès incluyen Eau des Merveilles Bleue (2017), una fragancia marina mineral y amaderada, y dos incorporaciones a la línea de colonias de Hermès, Eau de Rhubarbe Écarlate (2016) y Eau de Citron Noir (2018).

## Premios

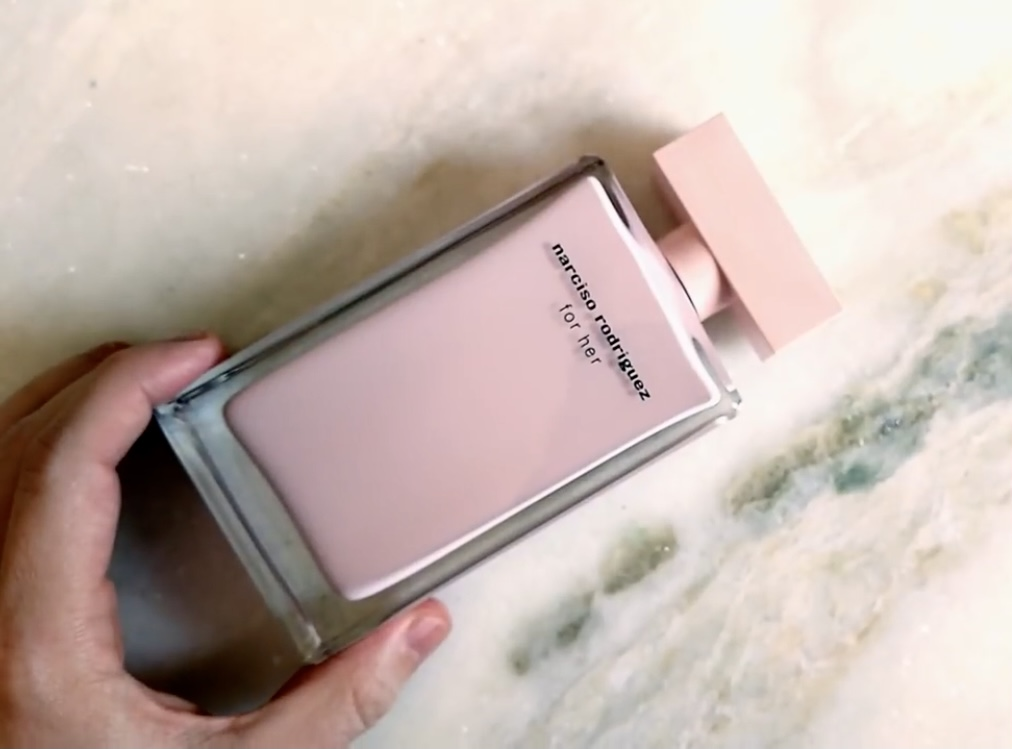
Una botella de Narciso Rodriguez for Her en Eau de Parfum, lanzada en 2006.

En 2005, Nagel y Kurkdjian ganaron el premio Fragrance Foundation France Award (llamados FiFi Awards) a la mejor fragancia femenina por Narciso Rodriguez for Her. Fueron nuevamente reconocidas por esta fragancia con el Premio «Twenty Years of Creativity» en el 20 aniversario de los FiFi Awards en 2012: Narciso Rodriguez for Her fue seleccionada como la fragancia femenina más icónica de las 20 que la Fundación había distinguido con su premio anual a lo largo de sus 20 años de historia. Nagal también ganó el Prix François Coty de 2007 (luego rebautizado brevemente como Premio Internacional de Fragancias de Cosmetic Valley, pero desde entonces volvió a su nombre original). En 2015, los Premios Internacionales de Fragancias Marie Claire honraron la creación de Nagel Wood Sage & Sea Salt para Jo Malone como la fragancia femenina más atrevida del año.

## Influencias
En declaraciones a The Cut, Nagel dijo que su perfume favorito es siempre el «próximo» en el que está trabajando, pero sigue sintiendo la admiración por los perfumistas que la atrajeron por primera vez a su profesión, inspirada por su creatividad y la «personalidad» de firma de sus aromas. Entre los perfumistas contemporáneos, nombró a Morillas y Dominique Ropion como influencias notables, pero destacó especialmente a la perfumista pionera Germaine Cellier, creadora de fragancias históricas como Fracas (1948) y Bandit (1944) para Robert Piguet, en un momento en que la industria casi no tenía mujeres. Nagel dijo: «Me hubiera gustado tener la audacia de Germaine Cellier... cuando presentó Vent Vert (fr) en 1945 [...] Es una fragancia increíble que, si saliera hoy en su fórmula original, sería extraordinariamente moderna».

## Vida personal
Nagel está casada con Benoit Lapouza, quien también es perfumista. Viven en París, y tienen una casa de fin de semana en Normandía. Tienen tres hijos, y un nieto.